# サテュロス劇
サテュロス劇（サテュロスげき、英: Satyr play）は、古代ギリシア時代に、ギリシア悲劇と共に上演されていた劇の一種。ギリシア神話の神ディオニューソスの従者といわれるサテュロスから成るコロス（合唱隊）を伴う滑稽な劇である。

## 作品
完全な形で現在にまで残っているのは、エウリピデスの『キュクロプス』だけである。
ただし、パピルス断片が他の作品の一部を伝えている。一番の大断片はソポクレスの『イクネウタイ』（追跡者たち）である。アイスキュロスの『漁網（あみ）を引く人々』『祭礼使節の人々』の2作品の断片も残されている。